# Gilbert Abbott à Beckett

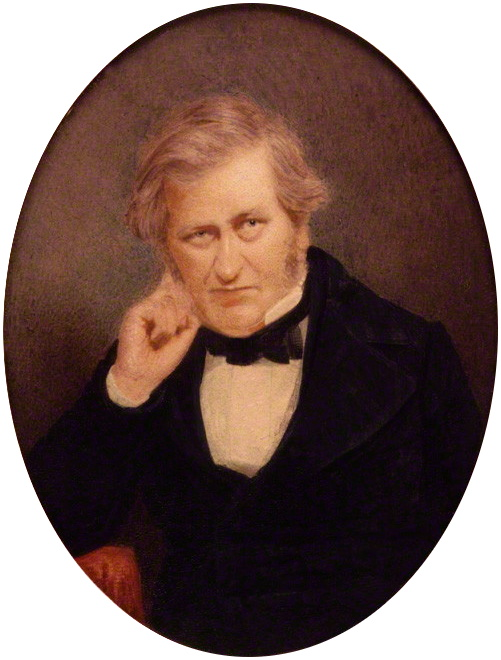
Gilbert Abbott à Beckett

Gilbert Abbott à Beckett, född 9 januari 1811 i London, död 30 augusti 1856 i Boulogne-sur-Mer i Frankrike, var en brittisk polisdomare i London, tillika framstående som dramatiker samt en av de första och förnämsta medarbetarna i skämttidningen Punch. Som ung jurist var han också utgivare av skämtbladet Figaro in London. Förutom arbetet i Punch skrev han artiklar i de stora dagstidningarna och en mängd teaterpjäser, bland annat dramatiserade han några av Charles Dickens arbeten.
Även hans söner Gilbert Arthur à Beckett och Arthur William à Beckett var framstående dramatiker.